# Sullivan-Expedition

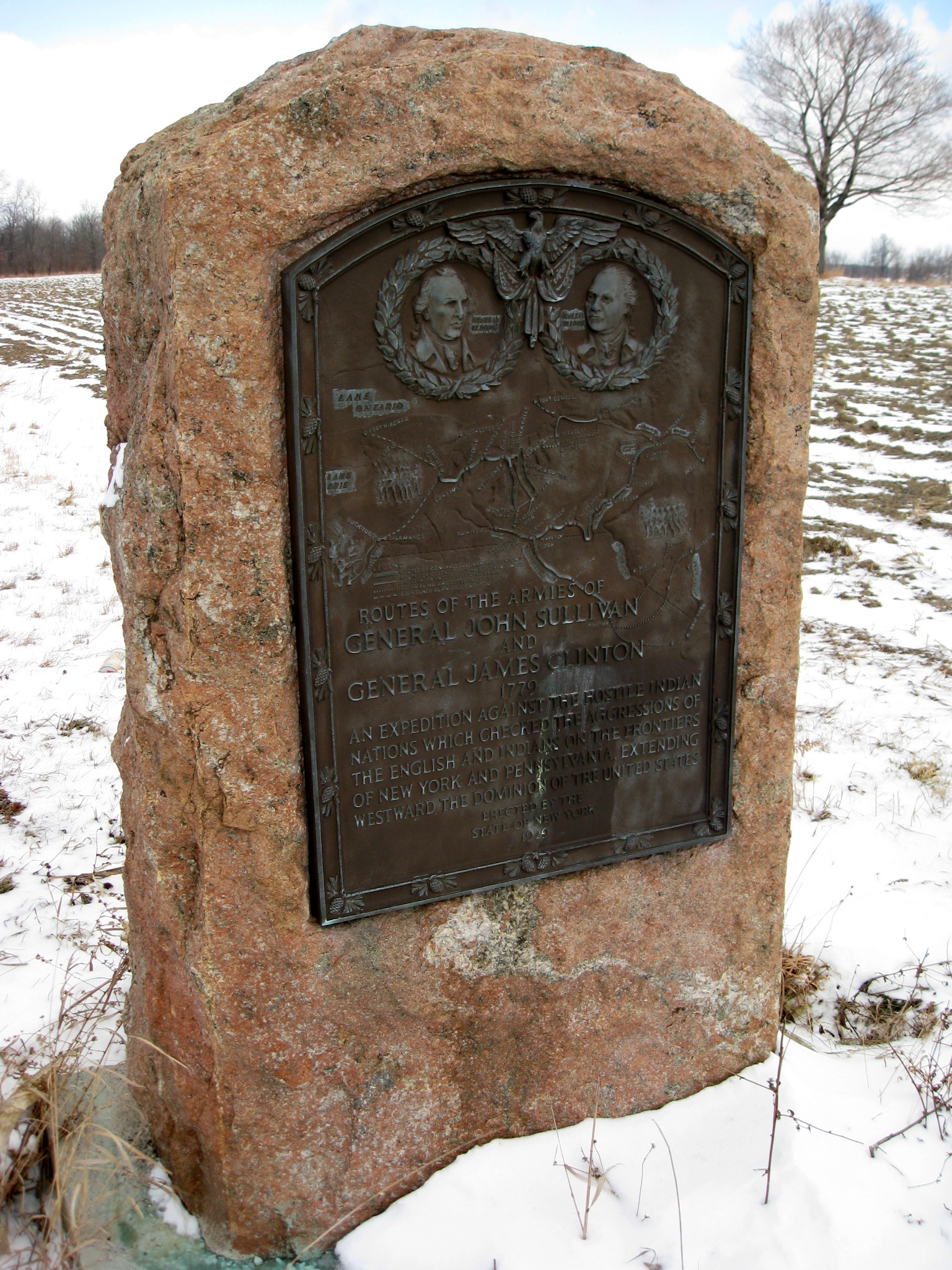
Gedenktafel zur Sullivan Expedition in Lodi, New York

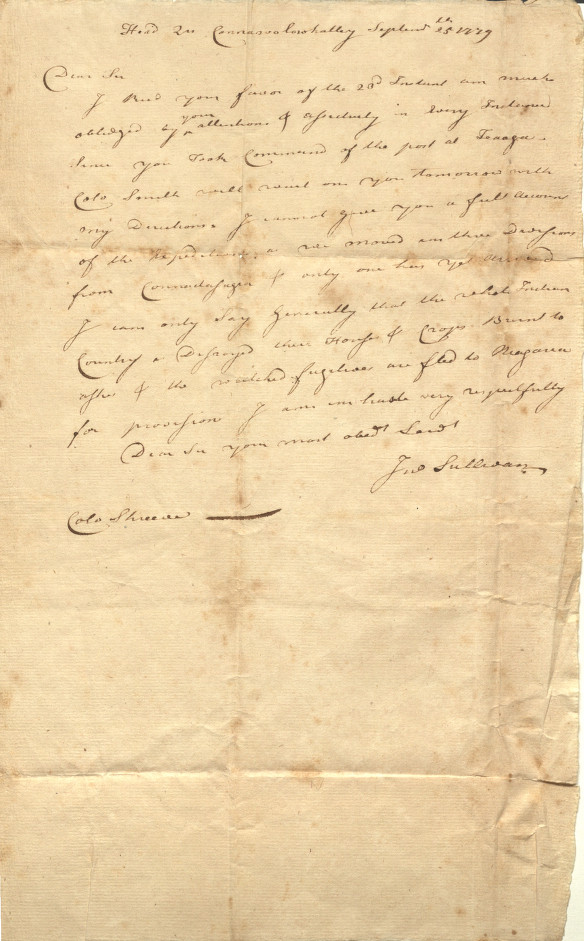
Brief von Major General John Sullivan an Shreve am 25. September 1779

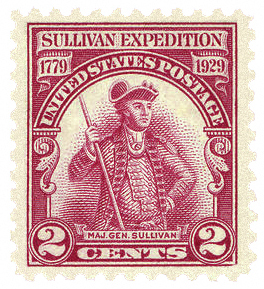
US-Briefmarke von 1929 zur Sullivan Expedition

Die Sullivan-Expedition, auch bekannt als Sullivan-Clinton-Expedition, war ein Feldzug unter der Führung der Generäle John Sullivan und James Clinton gegen Loyalisten und vier der sechs Nationen der Irokesenliga, die sich während des Amerikanischen Unabhängigkeitskriegs auf die Seite der Briten geschlagen hatten. Die Expedition fand während des Sommers 1779 statt. Die einzige größere Schlacht fand bei Newtown statt, entlang des Chemung Rivers im westlichen Teil des Staates New York. Die Loyalisten und die Irokesen erlitten eine entscheidende Niederlage. Sullivans Armee führte dann eine Aktion der verbrannten Erde aus. Systematisch wurden wenigstens vierzig Irokesendörfer zerstört. Dies geschah in Reaktion für indianische und loyalistische Angriffe gegen amerikanische Siedlungen zu Beginn des Krieges. Die Verwüstung verursachte große Härten für die Irokesen im darauffolgenden Winter, doch nahmen sie ihre Überfälle auf amerikanische Siedlungen im Folgejahr mit erneuter Kraft wieder auf.

## Hintergrund
Als der Amerikanische Unabhängigkeitskrieg begann, suchten sowohl britische Vertreter als auch Vertreter des aufständischen Kontinentalkongresses die Unterstützung oder zumindest die Neutralität der einflussreichen Irokesenliga. Die Sechs Nationen waren sich nicht über den Fortgang der Dinge einig. Die meisten Mohawks, Cayugas, Onondagas und Seneca wählten eine Allianz mit den Briten. Doch die Oneidas und Tuscaroras wählten unter dem Einfluss des presbyterianischen Missionars Samuel Kirkland die Seite der amerikanischen Aufständischen. So wurde der Amerikanische Unabhängigkeitskrieg für die Irokesen zum Bürgerkrieg.
Das Gebiet der Irokesenliga lag an der Grenze zwischen Britisch-Kanada und den amerikanischen Kolonien. Nachdem eine britische Armee 1777 bei Saratoga kapituliert hatte, überfielen Loyalisten und ihre irokesischen Verbündeten Siedlungen amerikanischer Patrioten in der Gegend, als auch Siedlungen mit den Amerikanern verbündeter Irokesen. Die Überfälle, die von Fort Niagara ausgingen, wurden von Männern wie Oberst John Butler, dem Mohawk-Häuptling Joseph Brant oder dem Seneca-Häuptling Cornplanter angeführt. Am 3. Juli 1778 führte Oberst Butler seine Rangers im Verbund mit einer Abordnung Senecas und Cayugas unter Führung Cornplanters zu einem Überraschungsangriff im Wyoming Valley in Pennsylvania, entlang dem Susquehannafluss beim heutigen Wilkes-Barre. Dabei vernichtete er praktisch eine Abteilung von 360 bewaffneten amerikanischen Verteidigern von Forty Fort. Was danach geschah, blieb bislang im Ungewissen, doch sollen die siegreichen Loyalisten und Indianer damit begonnen haben, Gefangene und fliehende Siedler zu misshandeln, wobei vielleicht eine unbekannte Anzahl gefoltert und getötet wurden. Obwohl gefangene Patrioten, die an Kampfhandlungen teilgenommen hatten, offensichtlich alle exekutiert wurden, bestand Butler darauf, dass an den Kämpfen Unbeteiligte verschont wurden. Weitverbreitete Gerüchte behaupteten allerdings das Gegenteil. Ob tatsächlich ein umfassendes Massaker stattfand, geriet zur Nebensächlichkeit, da die zeitgenössischen Amerikaner davon überzeugt waren. Und so verlangten sie Vergeltung für das Massaker vom Wyomingtal. Sicher ist, dass ungefähr 1000 Wohnhäuser von amerikanischen Patrioten im Wyomingtal zerstört wurden und Butler von der Erbeutung von 227 amerikanischen Skalps berichtete. Joseph Brant wurde von vielen beschuldigt, im Wyomingtal an Grausamkeiten beteiligt gewesen zu sein. Er war dort jedoch nicht anwesend.
Allerdings war Brant bei einem anderen umstrittenen Angriff im späteren Verlauf des Jahres dabei. Am 11. November 1778 führte Hauptmann Walter Butler, der Sohn von John Butler, zwei Kompanien von Butlers Rangers zusammen mit ungefähr 320 Irokesen unter der Führung von Cornplanter, darunter 30 Mohawk unter Führung von Brant, in einen Angriff bei Cherry Valley in New York. Während das Fort umzingelt wurde, griffen die Indianer Zivilisten im Dorf an, wobei sie ungefähr 33 töteten und skalpierten. Darunter waren auch Frauen und Kinder. Vergeblich versuchten Brant und Butler das wüste Treiben zu stoppen. Schließlich wurde der Ort geplündert und zerstört.
Das Massaker im Cherrytal führte den amerikanischen Aufständischen vor Augen, dass etwas an der Staatsgrenze New Yorks geschehen musste. Zuvor verfügte der Oberbefehlshaber George Washington nicht über genügend Männer, um das Grenzgebiet weiter zu verstärken. Doch als die Briten 1779 damit begannen, ihre militärischen Anstrengungen in den südlichen Kolonien zu konzentrieren, nutzte Washington die Gelegenheit, eine größere Offensive auf Fort Niagara zu beginnen. Washington bot das Kommando über die Expedition zunächst Horatio Gates an, dem "Helden von Saratoga". Doch Gates lehnte ab. Daraufhin wurde das Kommando an Generalmajor John Sullivan gegeben, der trotz einer gemischten Kriegsbilanz das Vertrauen Washingtons besaß. Washingtons Befehle an Sullivan verdeutlichen, dass er die Bedrohung durch die Irokesen vollkommen beseitigt wünschte:
Befehle George Washingtons an General John Sullivan, beim Hauptquartier am 31. Mai 1779
Die Expedition, die sie zu befehlen ausgewählt sind, soll gegen die feindlichen Stämme der Sechs Nationen der Indianer gerichtet werden, sowie ihren Verbündeten und Gefolgsleuten. Die unmittelbaren Ziele sind die vollkommene Zerstörung und Verwüstung ihrer Siedlungen, und die Gefangennahme von so vielen Gefangenen jeden Alters und Geschlechts wie möglich. Es ist von äußerster Wichtigkeit, ihre Feldfrüchte zu vernichten, die sich im Boden befinden, und sie davon abzuhalten, neue anzupflanzen.
Ich würde empfehlen, dass in der Mitte des Indianergebiets ein Posten eingerichtet wird, der von der gesamten Expeditionsstreitkraft bezogen wird, in dem eine ausreichende Zahl an Nachschub vorhanden ist, und von dem die Abteilungen mit Anweisungen über die effektivste Art zur Verwüstung der umliegenden Siedlungen aufbrechen, so dass die Gegend nicht nur eingenommen, sondern zerstört wird.
Doch sollen Sie nicht in irgendeiner Weise sich auf irgendwelche Friedensangebote eingehen, bevor die komplette Vernichtung der Siedlungen abgeschlossen wurde. Unsere künftige Sicherheit hängt von ihrer Unfähigkeit ab, uns zu treffen, und von dem Schrecken, den die Ernsthaftigkeit unserer ihnen zugefügten Bestrafung in ihnen hervorrufen wird.

## Die Route
Washington wies Sullivan und dessen Männer an, von Easton in Pennsylvania zum Susquehanna River in Zentralpennsylvania vorzustoßen und dem Fluss aufwärts nach Tioga, New York zu folgen. Er befahl Clinton und seinen Männern, von Albany westlich den Mohawkfluss aufwärts nach Canajoharie, New York vorzudringen, sich dann querfeldein zum Otsego Lake zu begeben und dann den Susquehanna hinab zu folgen, um Sullivan in Tioga zu treffen.

## Brodheads Expedition
Weiter westlich wurde eine ähnliche Expedition von Oberst Daniel Brodhead durchgeführt. Er verließ Fort Pitt am 14. August 1779 mit einer Abteilung von 600 regulären Soldaten und Milizen, marschierte den Allegheny River hinauf in das Gebiet der Seneca und Munsee in Nordwestpennsylvania. Da die meisten indianischen Krieger abwesend waren, um sich Sullivans Armee entgegenzustellen, traf Brodhead auf wenig Widerstand. So konnte er ungefähr 10 Dörfer zerstören, darunter Connewango (Warren, Pennsylvania). Der Plan war, irgendwann mit Sullivan beim Senecadorf "Genesee" zusammenzutreffen und gemeinsamen Angriff auf Fort Niagara durchzuführen. Doch Brodhead kehrte um, bevor er dieses Ziel erreichte.